# لیزر نقاط کوانتومی

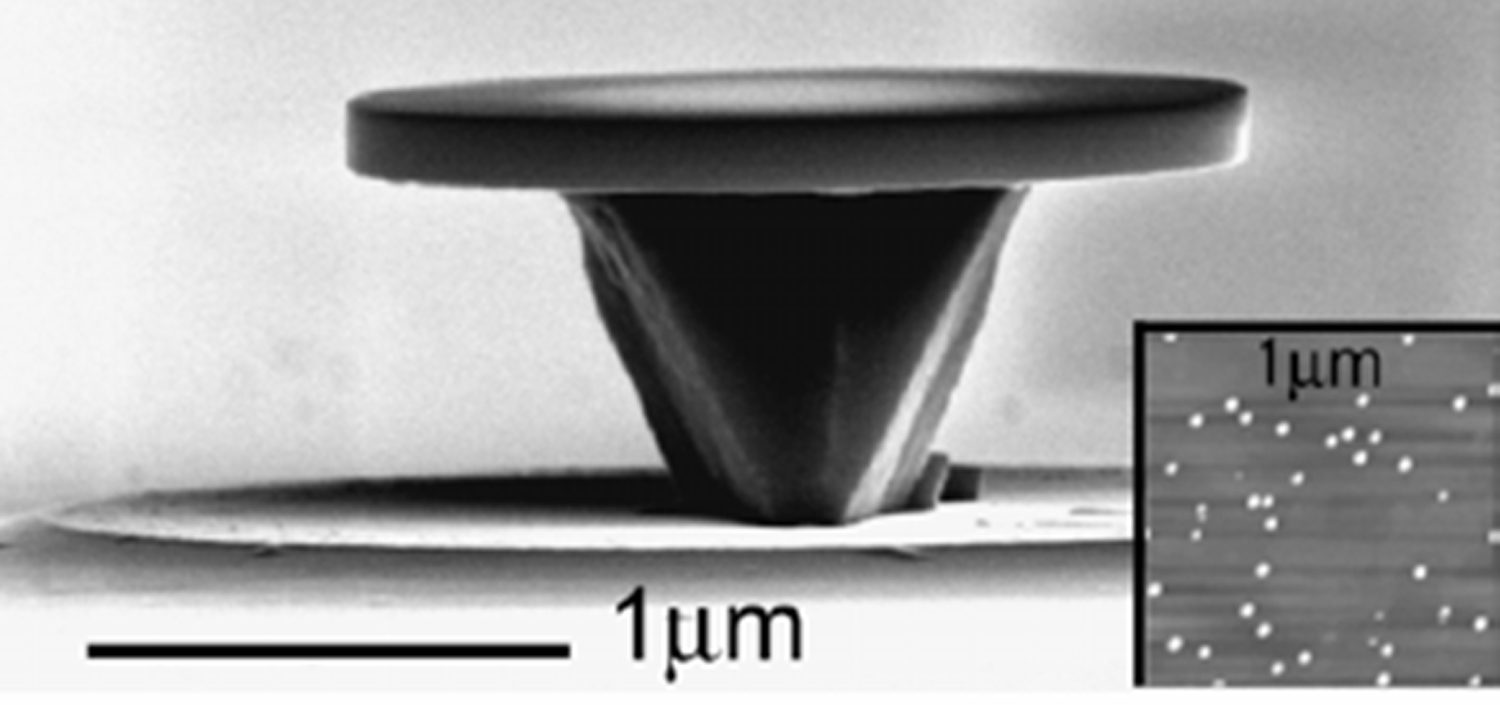
در لیزر نقاط کوانتومی، یک‌نکته همه تفاوت را ایجاد می‌کند. لیزرهای میکرودیسکی که در آزمایش‌های NIST، دانشگاه استنفورد و دانشگاه نورث وسترن استفاده می‌شوند، با لایه‌بندی آرسنید ایندیم روی آرسنید گالیم و حکاکی دیسک‌هایی با قطر حدود ۱.۸ میکرومتر بر روی ستون‌های آرسنید گال ساخته می‌شوند. تصویر میکروسکوپ تونل‌زنی (داخلی) برخی از حدود ۱۳۰ جزیره «نقطه کوانتومی» ایندیوم آرسنید را در هر دیسک نشان می‌دهد.

لیزر نقطه کوانتومی یک لیزر نیمه‌هادی است که از نقاط کوانتومی به عنوان محیط لیزر فعال در ناحیه ساطع نور خود استفاده می‌کند. به دلیل محصورشدن شدید حامل‌های بار در نقاط کوانتومی، آن‌ها ساختار الکترونیکی مشابه اتم‌ها را نشان می‌دهند. لیزرهای ساخته‌شده از چنین رسانه فعالی عملکرد دستگاهی را نشان می‌دهند که به لیزرهای گازی نزدیک‌تر است و از برخی از جنبه‌های منفی عملکرد دستگاه مرتبط با لیزرهای نیمه‌رسانای سنتی مبتنی بر رسانه‌های فعال توده یا چاه کوانتومی جلوگیری می‌کند. بهبود در پهنای باند مدولاسیون، آستانه لیزر، نویز شدت نسبی، فاکتور افزایش پهنای خط و عدم حساسیت دما همگی مشاهده‌شده است. منطقه فعال نقطه کوانتومی همچنین ممکن است طوری مهندسی شود که در طول موج‌های مختلف با اندازه و ترکیب نقطه متفاوت عمل کند. این به لیزرهای نقطه کوانتومی اجازه می‌دهد تا در طول موج‌هایی که قبلاً با استفاده از فناوری لیزر نیمه‌هادی امکان‌پذیر نبودند، ساخته شوند. نقاط کوانتومی که همچنین جعبهٔ کوانتومی و گاهی نانوکریستال نیز نامیده می‌شوند به شکل
مکعب، کره یا هرم هستند. ابعاد ان‌ها معموالا در حدود ۱ تا۱۰ نانومتر می‌باشد. یک مکعب ۱۰ نانومتری گالیوم آرسناید شامل بیست هزار اتم است. حامل‌ها ممکن است به وسیلهٔ نقاطی که با یک نیمه رسانا با باندگپ بزرگتر احاطه شده یا در شیشه و پلیمر تعبیه شده باشند.
به دلیل باریک بودن سلول حامل سطوح انرژی بسیار شارپ هستند و انرژی به شدت به سایز این نقاط بستگی دارد. انرژی فوتون نورتابناکی با کاهش ابعاد نقاط، افزایش می‌یابد.
این قابلیت کوک پذیری یکی از ویژگی‌های سودمند استفاده از نقاط کوانتومی به عنوان یک محیط
فعال می‌باشد. یک مجموعه‌ای از نقاط کوانتومی که در این هماهنگی شرکت می‌کنند قادرند سطح
توان اپتیکی را افزایش دهند. از آنجا نقاط کوانتومی اغلب خود در آرایه‌های منظمی قرار می‌گیرند
لذا ساخت یک مولتی کوانتوم دات که شامل تعداد زیادی نقطهٔ کوانتومی است چندان هم سخت نمی‌باشد. مولتی کوانتوم دات‌ها انعطاف‌پذیری خوبی دارند و می‌توان از آنها برای انتشار نور با پهنای خاص یا به عنوان یک تقویت
کننده نوری استفاد شود.